# Rebekkah Brunson
Rebekkah Brunson (Washington D.C., 11 december 1981) is een Amerikaanse professionele basketbalspeelster die speelde voor de Sacramento Monarchs en de Minnesota Lynx in de Women's National Basketball Association (WNBA). Ze werd als eerste gekozen door Sacramento in de WNBA draft 2004. Ze is ook geselecteerd voor vijf WNBA All-Star-teams.
0 Olympia Scott · 
2 Chelsea Newton · 
4 Kristin Haynie · 
7 Erin Perperoglou · 
9 Hamchétou Maïga · 
14 Nicole Powell · 
20 Kara Lawson · 
21 Ticha Penicheiro · 
22 DeMya Walker · 
32 Rebekkah Brunson · 
33 Yolanda Griffith · 
Coach John Whisenant
1 Jessica Adair · 
6 Amber Harris · 
8 Taj McWilliams-Franklin · 
11 Candice Wiggins · 
13 Lindsay Whalen · 
14 Alexis Hornbuckle · 
22 Monica Wright · 
23 Maya Moore · 
24 Charde Houston · 
32 Rebekkah Brunson · 
33 Seimone Augustus · 
Coach Cheryl Reeve
00 Lindsey Moore · 
4 Janel McCarville · 
11 Amber Harris · 
12 Rachel Jarry · 
13 Lindsay Whalen · 
14 Devereaux Peters · 
15 Sugar Rodgers · 
22 Monica Wright · 
23 Maya Moore · 
32 Rebekkah Brunson · 
33 Seimone Augustus · 
Coach Cheryl Reeve
1 Shae Kelley · 
3 Kalana Greene · 
13 Lindsay Whalen · 
14 Devereaux Peters · 
15 Asjha Jones · 
20 Tricia Liston · 
21 Renee Montgomery · 
23 Maya Moore · 
32 Rebekkah Brunson · 
33 Seimone Augustus · 
34 Sylvia Fowles · 
51 Anna Cruz · 
Coach Cheryl Reeve
3 Natasha Howard · 
7 Jia Perkins · 
9 Cecilia Zandalasini · 
12 Alexis Jones · 
13 Lindsay Whalen · 
14 Temi Fagbenle · 
21 Renee Montgomery · 
22 Plenette Pierson · 
23 Maya Moore · 
32 Rebekkah Brunson · 
33 Seimone Augustus · 
34 Sylvia Fowles · 
Coach Cheryl Reeve